# Kleń kaukaski
Kleń kaukaski (Squalius aphipsi) – gatunek słodkowodnej ryby z rodziny karpiowatych (Cyprinidae).

## Występowanie
Rosja. Dopływy dolnych partii rzeki Kubań.